# Маршалл (округ, Канзас)
Ма́ршалл (англ. Marshall County) — округ в США, штате Канзас. Официально образован 25 марта 1855 года. По состоянию на 2010 год, численность населения составляла 10 117 человек.

## География
По данным Бюро переписи США, общая площадь округа равняется 2 342 км², из которых 2 338 км² суша и 5 км² или 0,20 % это водоёмы.

## Население
По данным переписи населения 2000 года в округе проживает 10 965 жителей в составе 4 458 домашних хозяйств и 3 026 семей. Плотность населения составляет 5,00 человек на км2. На территории округа насчитывается 4 999 жилых строений, при плотности застройки около 2-х строений на км2. Расовый состав населения: белые — 98,14 %, афроамериканцы — 0,23 %, коренные американцы (индейцы) — 0,36 %, азиаты — 0,19 %, гавайцы — 0,02 %, представители других рас — 0,26 %, представители двух или более рас — 0,80 %. Испаноязычные составляли 0,76 % населения независимо от расы.
В составе 30,20 % из общего числа домашних хозяйств проживают дети в возрасте до 18 лет, 59,70 % домохозяйств представляют собой супружеские пары проживающие вместе, 5,40 % домохозяйств представляют собой одиноких женщин без супруга, 32,10 % домохозяйств не имеют отношения к семьям, 29,50 % домохозяйств состоят из одного человека, 17,00 % домохозяйств состоят из престарелых (65 лет и старше), проживающих в одиночестве. Средний размер домохозяйства составляет 2,40 человека, и средний размер семьи 2,98 человека.
Возрастной состав округа: 25,00 % моложе 18 лет, 6,60 % от 18 до 24, 23,60 % от 25 до 44, 22,80 % от 45 до 64 и 22,80 % от 65 и старше. Средний возраст жителя округа 42 лет. На каждые 100 женщин приходится 96,80 мужчин. На каждые 100 женщин старше 18 лет приходится 94,00 мужчин.
Средний доход на домохозяйство в округе составлял 32 089 $, на семью — 39 705 $. Среднестатистический заработок мужчины был 28 361 $ против 19 006 $ для женщины. Доход на душу населения составлял 17 090 $. Около 6,40 % семей и 9,20 % общего населения находились ниже черты бедности, в том числе — 9,60 % молодежи (тех, кому ещё не исполнилось 18 лет) и 9,10 % тех, кому было уже больше 65 лет.